# Pythium ultimum
Pythium ultimum és un patogen que es troba en el sòl i infecta a plantes, per això es considera que causa grans pèrdues econòmiques a nivell mundial. Aquest té una àmplia distribució territorial així com un rang d'hostes molt estès.